# Hampden (Quebec)
Hampden es un municipio-cantón de la provincia de Quebec en Canadá y una de las 1.135 municipalidades en las que está dividido administrativamente el territorio de dicha provincia.
Cálculos gubernamentales estiman que a fecha 1 de julio de 2011 en la municipalidad había 195 habitantes. Hampden se encuentra en el municipio regional de condado de Le Haut-Saint-François y en la región administrativa de Estrie. Hace parte de las circunscripciones electorales de Mégantic a nivel provincial y de Compton-Stanstead a nivel federal.